# Ilattia leucostriga
Ilattia leucostriga är en fjärilsart som beskrevs av George Francis Hampson 1910. Ilattia leucostriga ingår i släktet Ilattia och familjen nattflyn. Inga underarter finns listade i Catalogue of Life.